# Domenico Gallo
Domenico Gallo (* 10. August 1723 in Venedig; † 1781 in Ligure) war ein italienischer Komponist und Violinist.

## Leben
Über Gallos Leben ist so gut wie nichts bekannt. François-Joseph Fétis schrieb 1837 in seiner Biographie universelle des musiciens et bibliographie générale de la musique:

„GALLO (Dominique), bedeutender Komponist und Geiger, geboren in Venedig etwa 1730, schrieb viel Kirchenmusik und wurde bekannt durch Violinsonaten und erfolgreiche Symphonien. Sämtliche Werke blieben Manuskript. Im alten Breitkopf-Sortiment in Leipzig finden sich drei Symphonien von ihm für zwei Violinen, Viola und Bass (s. den Anhang des thematischen Breitkopf-Katalogs von 1767).“

Fétis’ Quellen sind unbekannt; der Stil von Gallos Kompositionen lässt die Angabe „geboren etwa 1730“ allerdings glaubwürdig erscheinen. Für die manchmal zu findende Angabe des Todesjahrs „ca. 1775“ ist kein Quellenbeleg bekannt.

## Werke
Entgegen Fétis’ Behauptung sind einige Kompositionen von Gallo im Druck erschienen:
- 6 Sonaten für 2 Violinen und Basso continuo (Venedig o. J.)
- 6 Sonaten für 2 Flöten und Basso continuo (London 1755?)
- 6 Sonaten für Violine und Basso continuo: Sei sonate a due / Violino, e Violloncello [sic], o Cembalo / composte dal Signor Domenico Gallo (Venedig o. J.)
- Eine Ouverture ist enthalten in Sei ouverture a piu stromenti (Paris 1758)
- 12 Triosonaten für 2 Violinen und Basso continuo (London 1780), unter dem Namen Giovanni Battista Pergolesis: Twelve Sonatas for two Violins and a Bass or an Orchestra compos'd by Gio. Batt.a Pergolese. Author of the Stabat mater (Die Angabe or an Orchestra bedeutet, dass alle Stimmen auch chorisch besetzt werden können.) Drei Ausgaben bis 1795. Zu diesem Druck s. u.

Handschriftlich sind weitere Triosonaten sowie Kirchenmusik überliefert. Bei einigen Werken ist umstritten, ob sie dem Domenico Gallo aus Venedig oder dem aus Parma zuzuschreiben sind.

### Der Druck von 1780
1780 brachte der Londoner Verleger Robert Bremner (1713–1789) zwölf Triosonaten heraus, die er dem 1736 verstorbenen Komponisten Giovanni Battista Pergolesi zuschrieb. Pergolesi war noch 1780 ein hochberühmter Komponist; Druckwerke von neuaufgefundenen Kompositionen, die ihm zugeschrieben werden konnten, versprachen hohen Umsatz, und daher wurden in den Jahrzehnten nach seinem Tod unter seinem Namen mehrere hundert nicht von ihm stammende Kompositionen veröffentlicht. Bereits mehrere Kritiker des 18. Jahrhunderts, unter anderem Charles Burney (1789), bezweifelten die Echtheit der von Bremner veröffentlichten Triosonaten. Dennoch fanden sie Eingang in die Gesamtausgabe von Pergolesis Werken. Mehrfach wurden die Stücke im musikwissenschaftlichen Schrifttum als frühe Beispiele der Sonatenform genannt; dies jedoch immer im Glauben, sie stammten von einem 1736 verstorbenen Komponisten.
Erst in den 1940er Jahren im Zuge der systematischen Erforschung der Pergolesi-Fälschungen konnten durch den Vergleich mit Handschriften in italienischen Bibliotheken einige der Triosonaten als sicher von Gallo stammend identifiziert werden. Aufgrund der Einheit von Stil und kompositorischer Qualität gilt Gallo heute als Autor aller zwölf Sonaten. Als Werke eines ca. 1730 geborenen Komponisten können sie jedoch nicht mehr als revolutionäre Vorläufer einer späteren Schreibweise bezeichnet werden, sie sind „die Arbeit eines fähigen Komponisten, der im galanten Stil der 1750er und 1760er Jahre schrieb“.

#### Stravinskys Bearbeitungen inPulcinella
1919 bis 1920 komponierte Igor Stravinsky das Ballett Pulcinella „nach Motiven von Giovanni Battista Pergolesi“. Die Komposition besteht in weiten Teilen aus Orchestrierungen und freien Bearbeitungen von Sätzen, die Sergei Djagilew aus verschiedensten Quellen für Stravinsky hatte abschreiben lassen und von denen man damals glaubte, Pergolesi habe sie komponiert. Stravinsky schrieb über die Arbeit: „[…] es war ein sehr gewagtes Unternehmen, diesen zerstreuten Fragmenten neues Leben einzuflößen und die vielen unzusammenhängenden Stücke zu einem Ganzen zu vereinen, noch dazu, da es sich um die Musik eines Komponisten handelte, den ich seit jeher geradezu zärtlich liebte.“. Unter den 18 Sätzen des Balletts gehen sieben auf den Bremner-Druck von Gallos Triosonaten zurück.
| Nr. der Sonate / des Satzes, Tonart | Nr. und Titel des Satzes in Pulcinella        |
| ----------------------------------- | --------------------------------------------- |
| I/1, G-dur                          | 1. Ouverture. Allegro moderato                |
| II/1, B-dur                         | 3. Scherzino. Allegro                         |
| II/3, B-dur                         | 4. Allegro                                    |
| III/3, c-moll                       | 8. Allegro assai                              |
| VII/3, g-moll                       | 13/11. Allegro – Alla breve                   |
| VIII/1, Es-dur                      | 5. Andantino                                  |
| XII/3, E-dur                        | 20. Finale: Allegro assai / 18. Allegro assai |

## Ähnliche Familiennamen
Ungeklärt bleibt, ob es sich bei den nachfolgenden Musikern um Verwandte handelt.
- Eine neapolitanische Musikerfamilie Gallo des 18. Jahrhunderts (v. a. Pietro Antonio Gallo, * zwischen 1695 und 1700; † Neapel 1775) scheint in keiner Verbindung zu Domenico Gallo zu stehen.
- Der Musiker, Instrumentenbauer, Bildhauer, Kalligraph und Maler Domenico Galli aus Parma (1649–1697) veröffentlichte 1691 ein Trattenimento musicale sopra il Violoncello. Als Instrumentenbauer fertigte er 1687 für Francesco II. d’Este mindestens ein reich verziertes Violoncello und eine entsprechende Violine an, die in der Galleria Estense aufbewahrt werden.[11]

## Belege
1. ↑  François-Joseph Fétis, Biographie universelle des musiciens et bibliographie générale de la musique. Band 4, Brüssel 1837, S. 252.
2. ↑  Helmut Hucke, Die musikalischen Vorlagen zu Igor Stravinskys Pulcinella. In: Helmuth Osthoff zu seinem siebzigsten Geburtstag, Tutzing 1969, S. 241.
3. ↑  https://www.classical-music-review.org/reviews/Gallo.html
4. ↑  Opera omnia di Giovanni Pergolesi, hg. von F. Caffarelli, Rom 1939–1942.
5. ↑  etwa Ernst Bücken: Die Musik des Rokokos und der Klassik (Einzelband ohne Nummer aus: Handbuch der Musikwissenschaft, hg. von Ernst Bücken), 1928, S. 23–25.
6. ↑  F. Walker: Two Centuries of Pergolesi Forgeries and Misattributions. In: Music and Letters XXX (1949), S. 297. – Charles L. Cudworth: Notes on the Instrumental Works attributed to Pergolesi. In: Music and Letters XXX (1949), S. 321.
7. ↑  Charles L. Cudworth: Gallo, Domenico. In: Stanley Sadie (Hrsg.): The New Grove. Dictionary of Music and Musicians. Band 7. Macmillan Publishers, London 1980. S. 128.
8. ↑  Igor Stravinsky, Pulcinella. Ballet en un acte pour petit orchestre avec trois voix solistes d’après des motifs de Giovanni Battista Pergolesi. Verlag Boosey & Hawkes.
9. ↑  Igor Stravinsky, Erinnerungen, übers. von Richard Tüngel (originaler Titel: Chroniques de ma vie, 1936). In: Schriften und Gespräche I, hier der Nachdruck Darmstadt 1983; S. 93.
10. ↑  Helmut Hucke, Die musikalischen Vorlagen zu Igor Stravinskys Pulcinella. In: Helmuth Osthoff zu seinem siebzigsten Geburtstag, Tutzing 1969, S. 241.
11. ↑  Abbildung eines der Instrumente in der Galleria Estense (Memento des Originals vom 19. März 2018 im Internet Archive)  Info: Der Archivlink wurde automatisch eingesetzt und noch nicht geprüft. Bitte prüfe Original- und Archivlink gemäß Anleitung und entferne dann diesen Hinweis.

| Personendaten    | Personendaten                         |
| ---------------- | ------------------------------------- |
| NAME             | Gallo, Domenico                       |
| KURZBESCHREIBUNG | italienischer Komponist und Violinist |
| GEBURTSDATUM     | um 1730                               |
| GEBURTSORT       | Venedig                               |
| STERBEDATUM      | 18. Jahrhundert                       |
| STERBEORT        | Venedig                               |